# Lactarius deliciosus
Lactarius deliciosus (Carl von Linné, 1753 ex Samuel Frederick Gray, 1821), sin. Lactifluus deliciosus Carl von Linné, 1753 ex Otto Kuntze (1891), din încrengătura Basidiomycota,  în familia Russulaceae și de genul Lactarius, este o specie de ciuperci comestibile, numită în popor râșcov de brad, pita pădurii sau pita lui dumnezeu. Acest burete coabitează, fiind un simbiont micoriza (formează micorize pe rădăcinile arborilor). În România, Basarabia și Bucovina de Nord se dezvoltă pe sol calcaros până neutru în păduri de conifere mai ales sub pini și molizi precum sub arbuști de ienupăr, din (iulie) august până în octombrie.

## Taxonomie
Râșcovul este cunoscut de mult. Astfel o frescă în fostul orașul roman Herculaneum îl descrie, fiind una dintre cele mai vechi piese de ilustrare a unei ciuperci în artă.
În anul 1753, buretele a fost descris oficial pentru prima dată de Carl von Linné în volumul al 2-lea al operei sale Species Plantarum ca Agaricus deliciosus și Elias Magnus Fries i-a dedicat specia sub numele Agaricus deliciosus Linnaeii.  În 1891, micologul german Otto Kuntze a creat taxonul nou lactifluus pentru acest soi în volumul 2 al publicației sale Revisio generum plantarum:vascularium omnium atque cellularium multarum secundum leges nomenclaturae internationales cum enumeratione plantarum exoticarum in itinere mundi collectarum din 1891, înainte ce micologul englez Samuel Frederick Gray l-a redenumit sub numele actual în lucrarea sa The Natural Arrangement of British Plants din 1821.

## Descriere

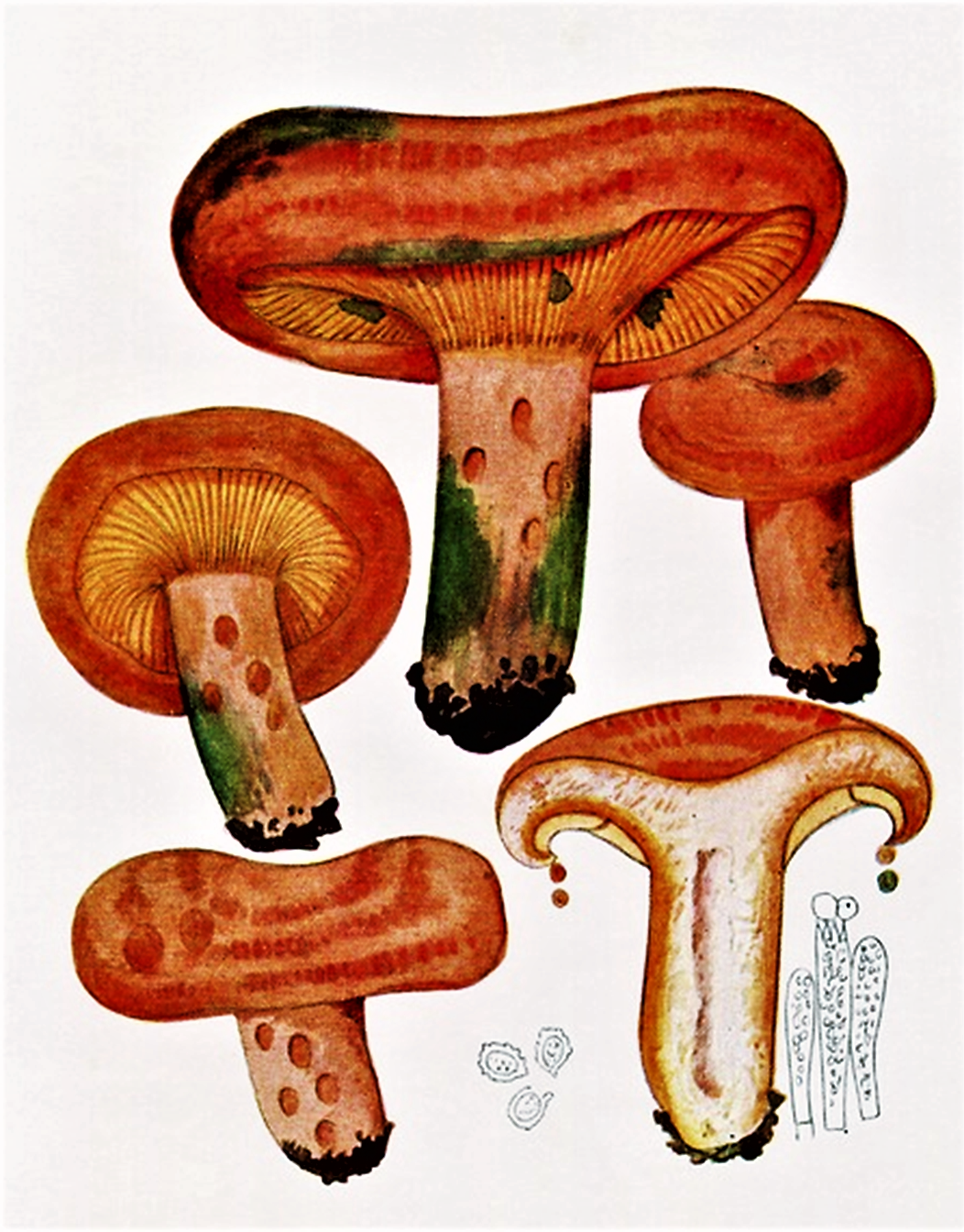
Bres.: Lactarius deliciosus

- Pălăria: are un diametru de 4-12 cm, este la început convexă, apoi plată, fiind în mijloc adâncată, având uneori un gurgui mic. La sfârșitul perioadei de maturizare capătă formă de cupă. Cuticula portocalie este lucioasă și lipicioasă pe vreme umedă, niciodată unsuroasă, purtând pe suprafață dungi vizibile concentrice într-o nuanță mai deschisă sau mai închisă, la bătrânețe adesea verzuie.
- Lamelele: sunt dese, subțiri și nu prea înalte, bifurcate, precum puțin decurente în lungul piciorului de culoare portocalie până portocaliu înfocat, la atingere verzuie.
- Piciorul: are o înălțime de 3,5-7 cm și o lățime de 1-2,5 cm, fiind cilindric, bont, subțiat la bază, mai întâi plin, apoi gol în interior. Suprafața lui este de culoarea cârnii de somon, adesea oară pătată, mai departe sunt vizibile mici gropițe ale căror fund este mai închis la culoare.
- Carnea: este compactă dar fragedă, în interior palidă, spre cuticulă de un portocaliu puternic. Când este ruptă, emană mult suc gros portocaliu-aprins. Buretele are un miros fructuos și gust dulce. La contact cu aerul capătă o culoare verzuie care dispare după scurt timp.
- Laptele: ciuperca emită la tăiere un suc lipicios, viu roșu-portocaliu ca de morcovi care devine mai târziu gri-verzui.
- Caracteristici microscopice: are spori rotunjori până ușor elipsoidali, hialini (translucizi), cu o rețea incompletă de riduri și o mărime de 7,5–9.5 x 6,2–7 microni. Coloritul pulberii lor este crem.[6][7]
- Reacții chimice: Carnea buretelui se colorează cu anilină brun-violet, cu sulfat de fier după 20 de minute verde-măsliniu deschis, și cu tinctură de Guaiacum imediat violet, iar după 20 de minute galben-verzui. Cistoidele devin albastru închise la adăugare de sulfovanilină.[12]

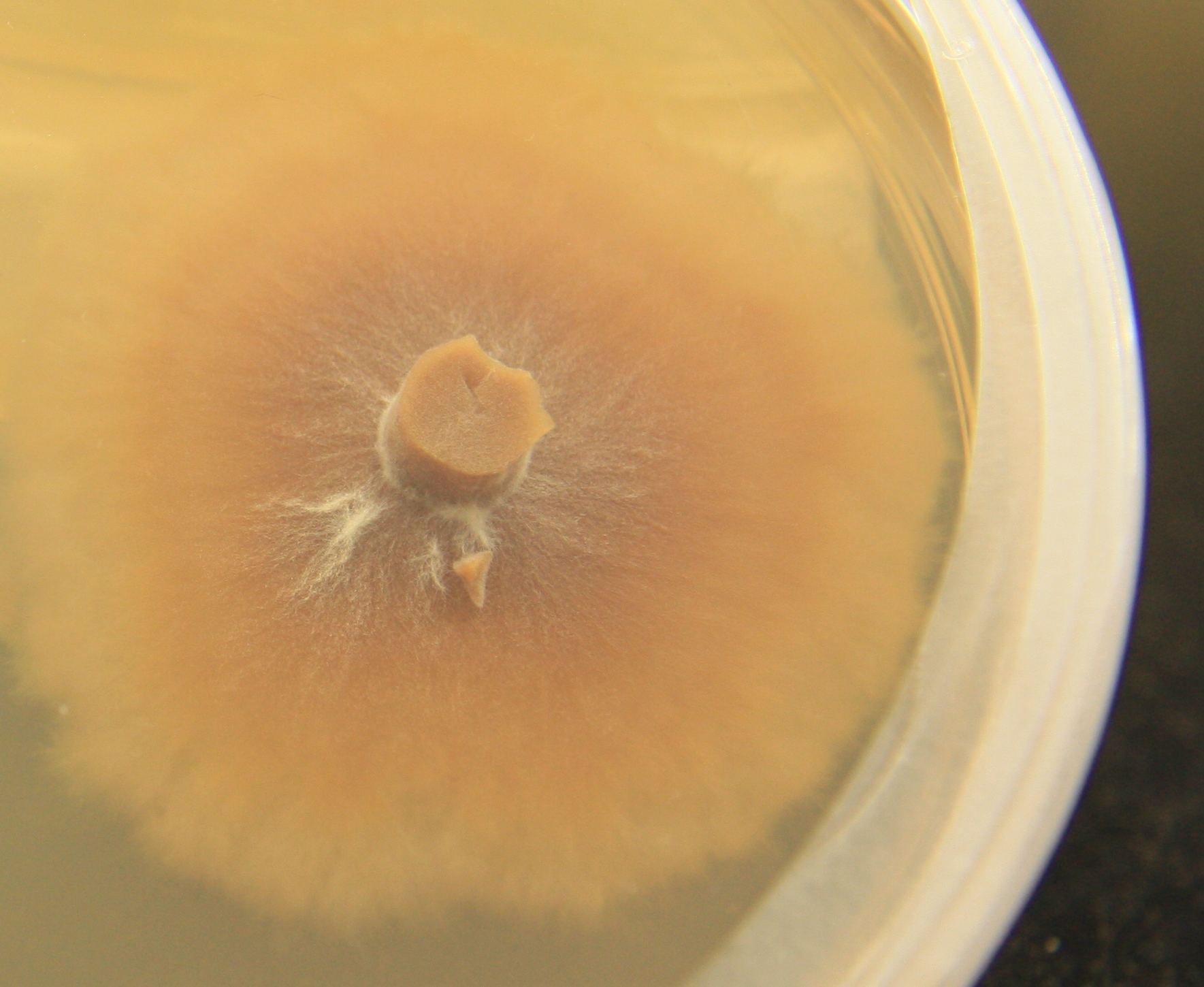
L. deliciosus, miceliu
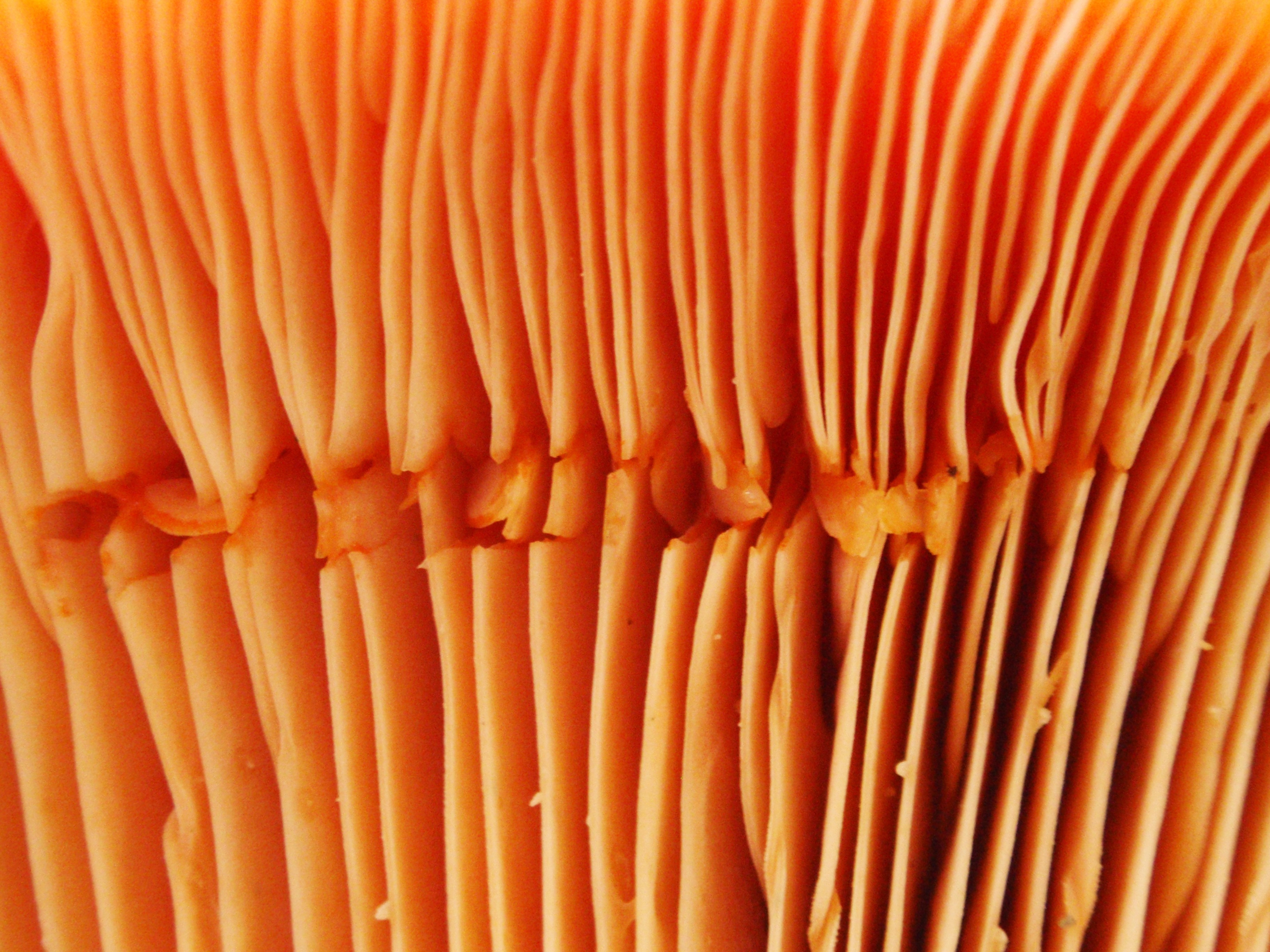
L. deliciosus, lamele din apropiere
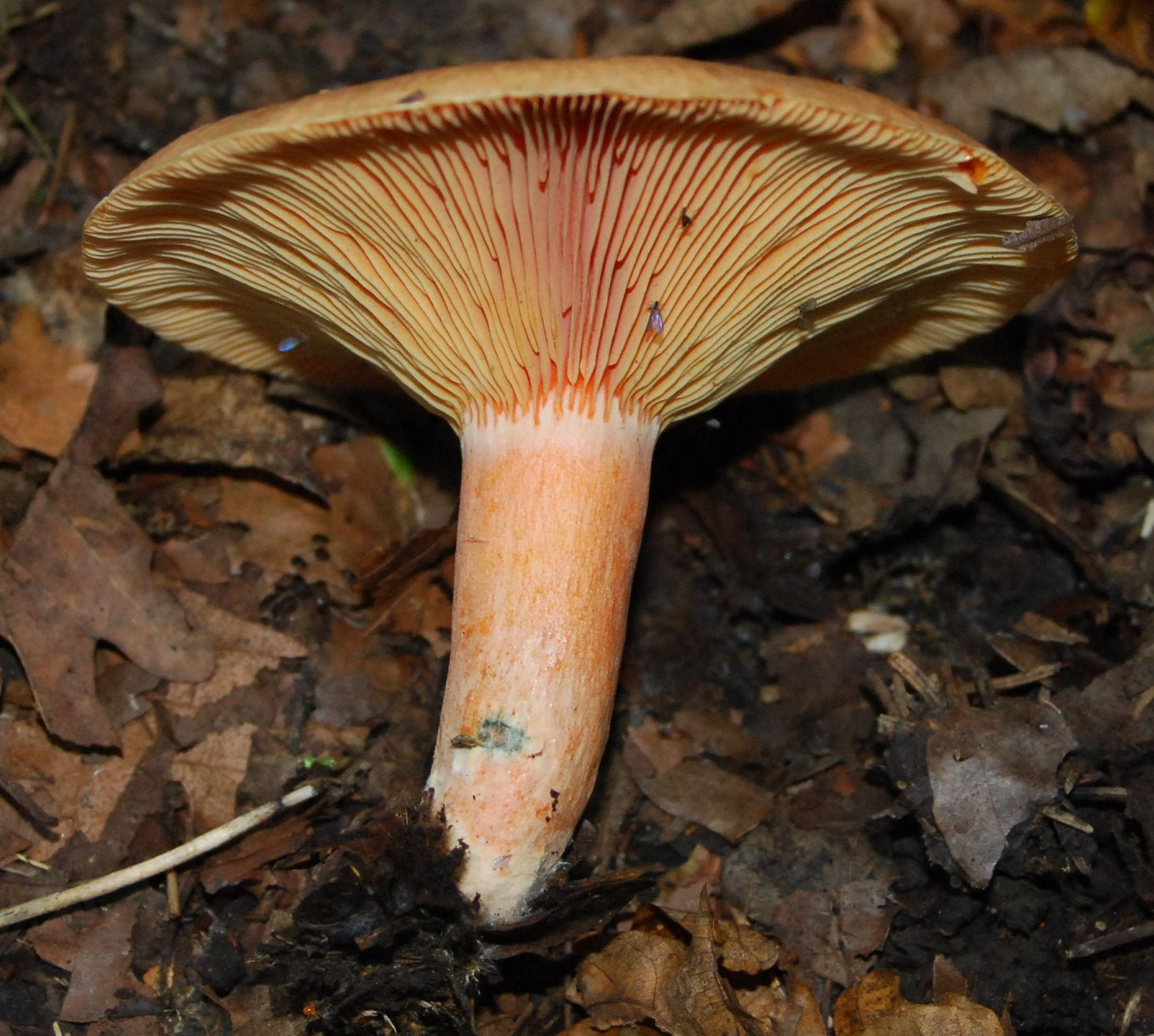
L. deliciosus, lamele și picior
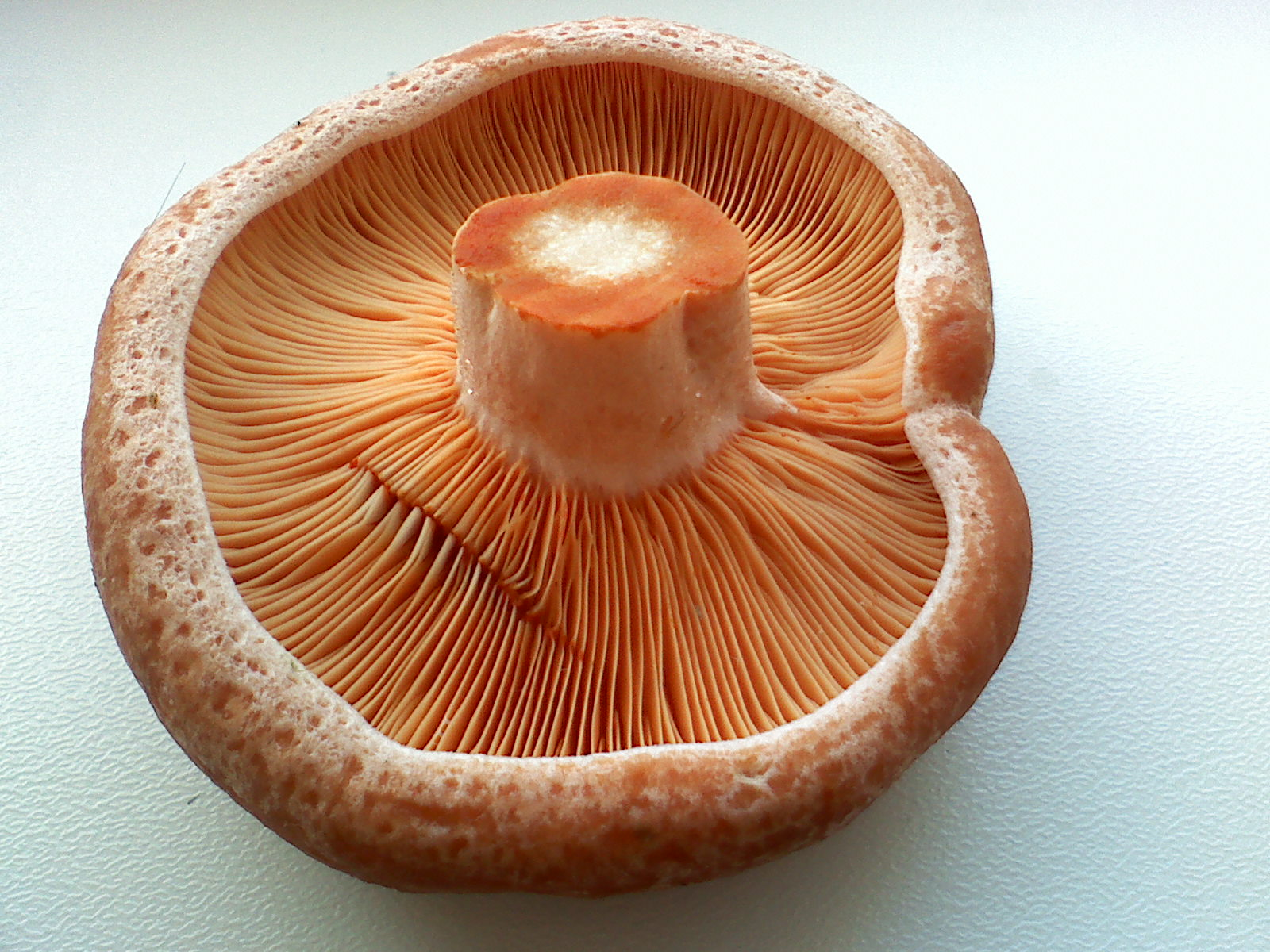
L. deliciosus, dedesubt, suc
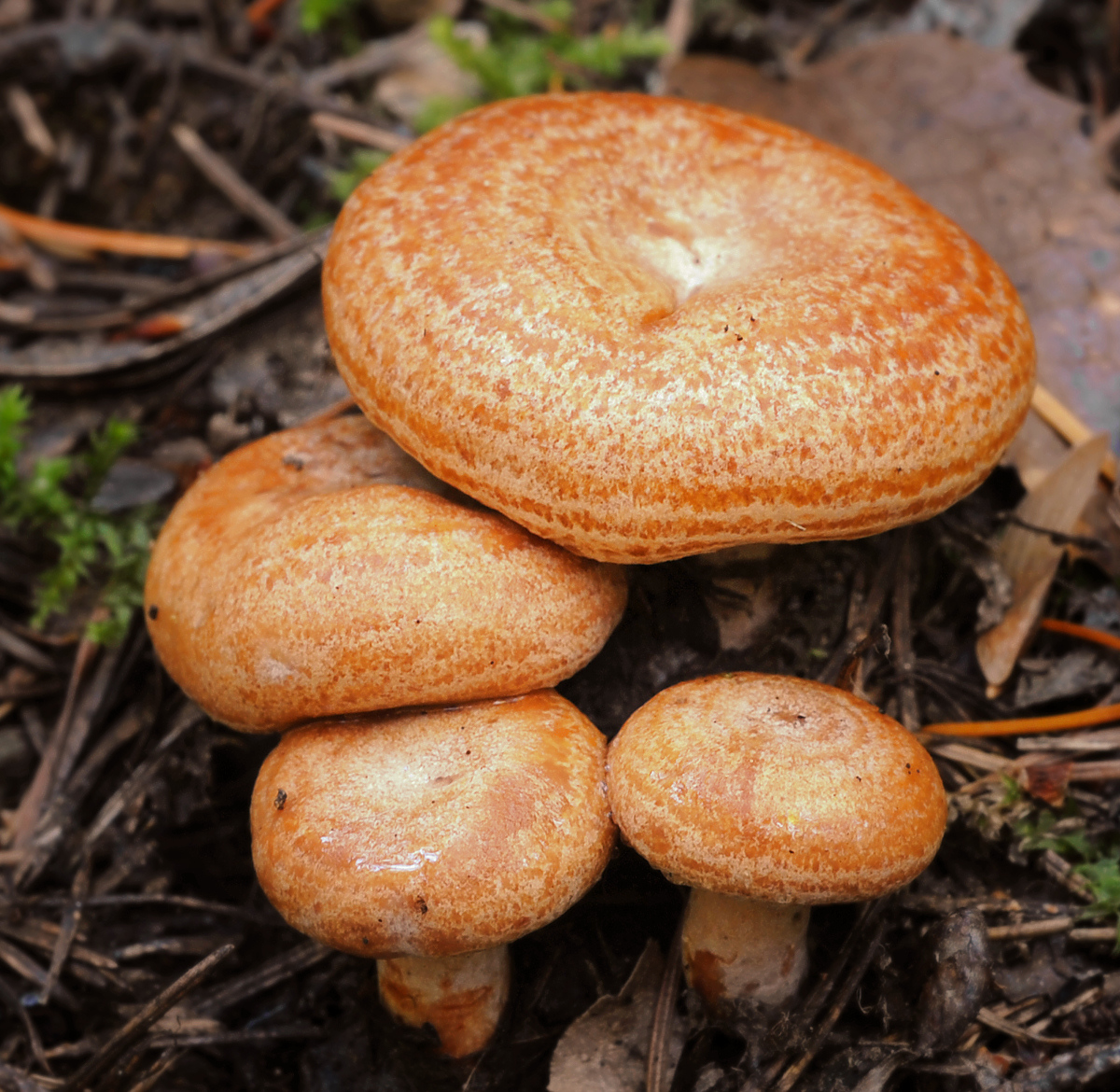
L. deliciosus tineri
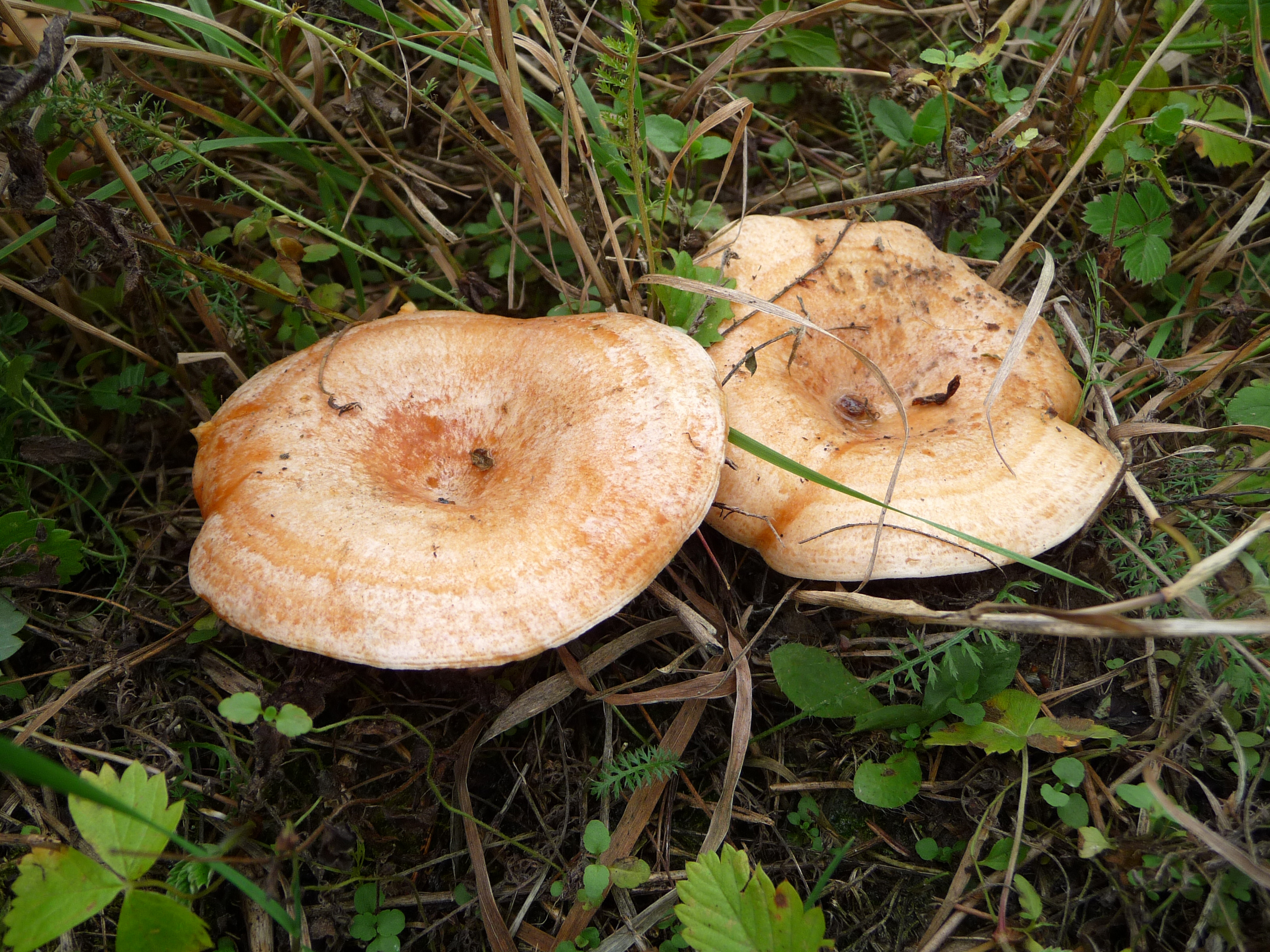
L. deliciosus bătrâni

## Confuzii
Există aproximativ zece specii de Lactarius care emită un lapte portocaliu sau roșu. Ele sunt cu toate comestibile, dar mai mult sau mai puțin gustoase. Pita lui Dumnezeu poate fi ușor confundată cu alte soiuri ale acestui gen, ca de exemplu cu Lactarius deterrimus, Lactarius quieticolor, Lactarius rubrilacteus, Lactarius salmonicolor, Lactarius sanguifluus sau Lactarius semisanguifluus. Din cauza de exemplu ultimului se ivește motivul pentru reducerea valorii acestui burete în comun. Se interzice de sine confundarea cu specii de Lactarius cu suc alb sau galben. Totuși se găsesc consumători ai ciupercii cu lapte alb Lactarius torminosus care este otrăvitoare și crește numai sub mesteacăn.

## Specii asemănătoare în imagini

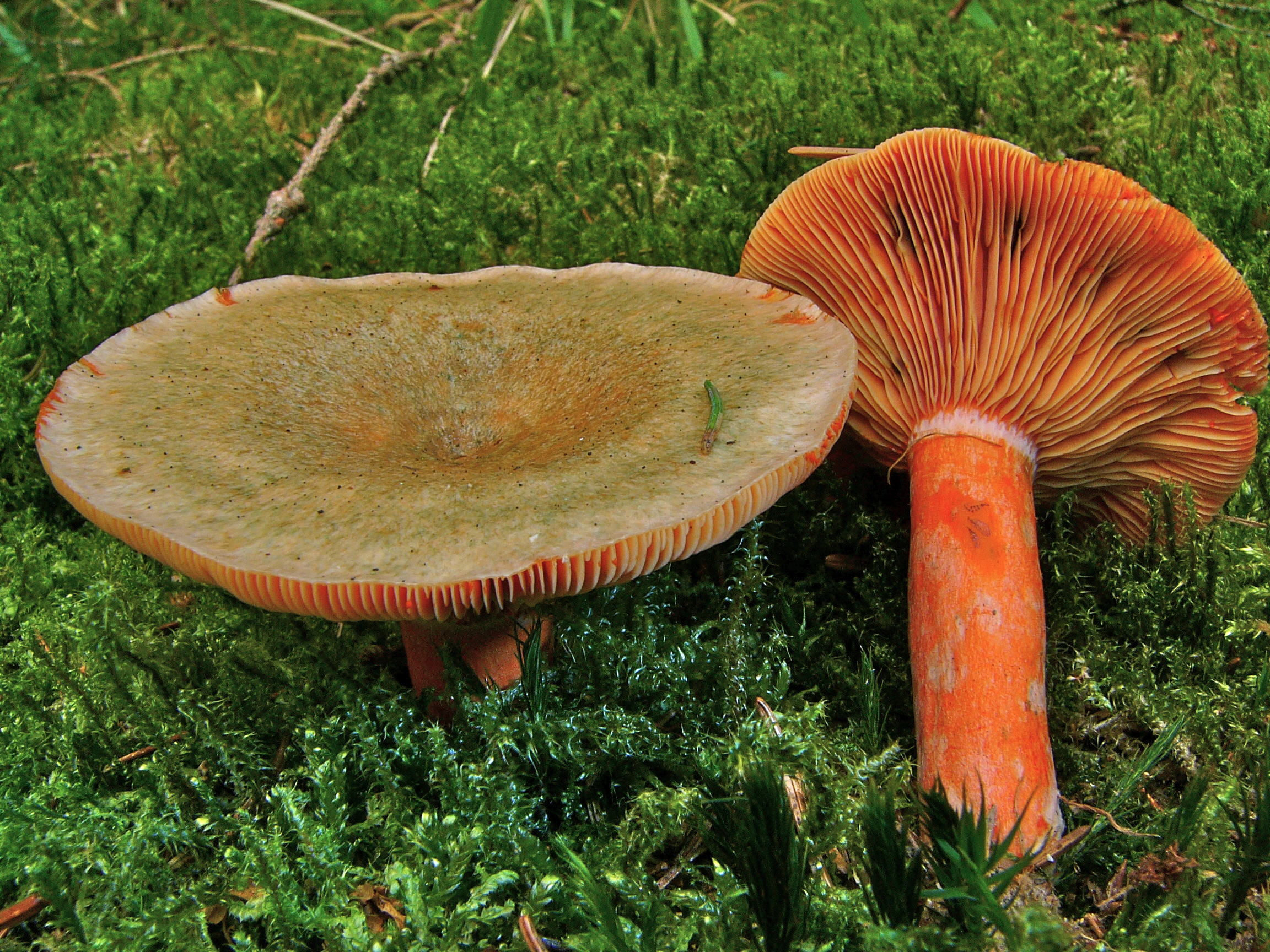
Lactarius deterrimus
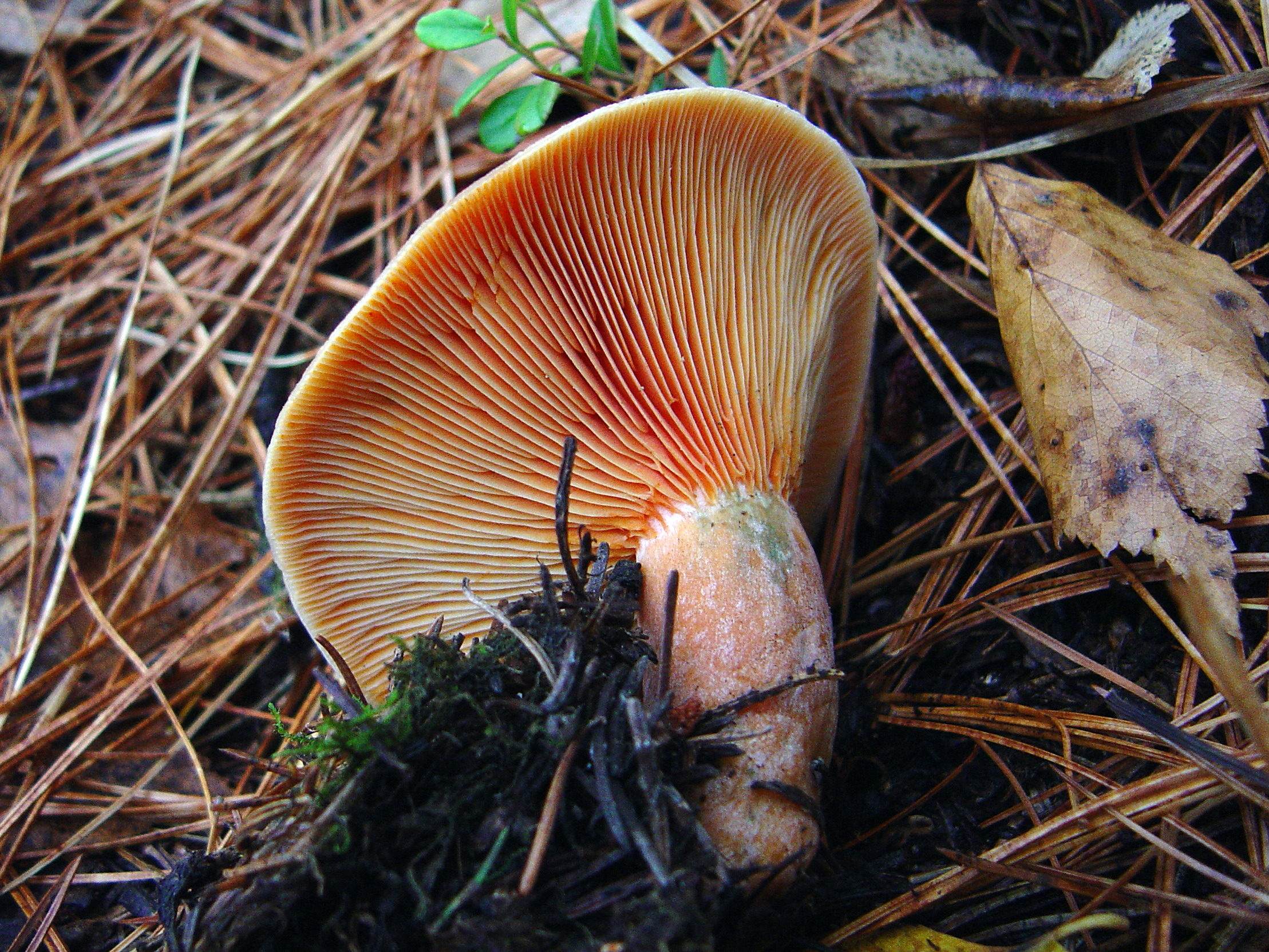
Lactarius quieticolor
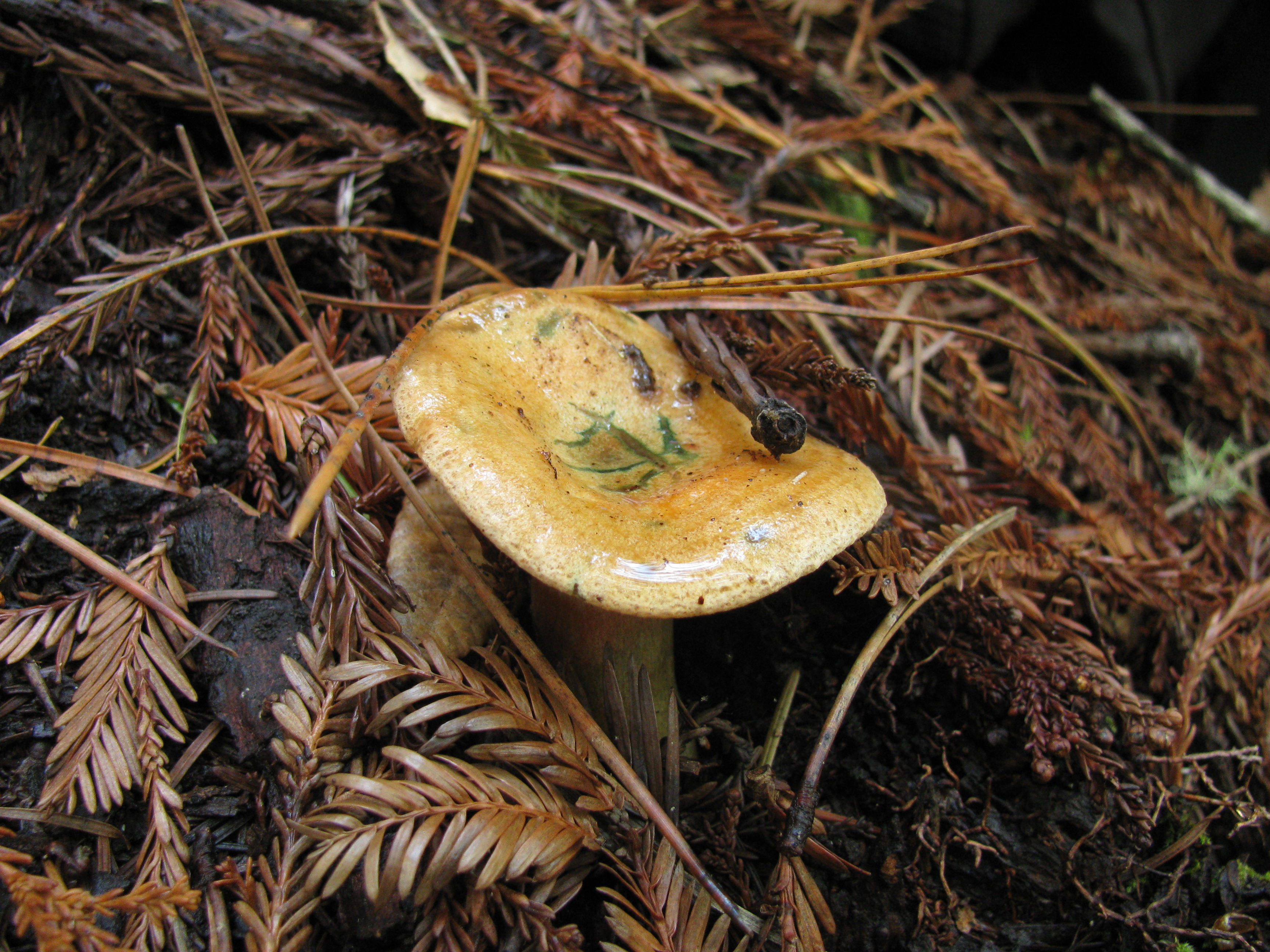
Lactarius rubrilacteus
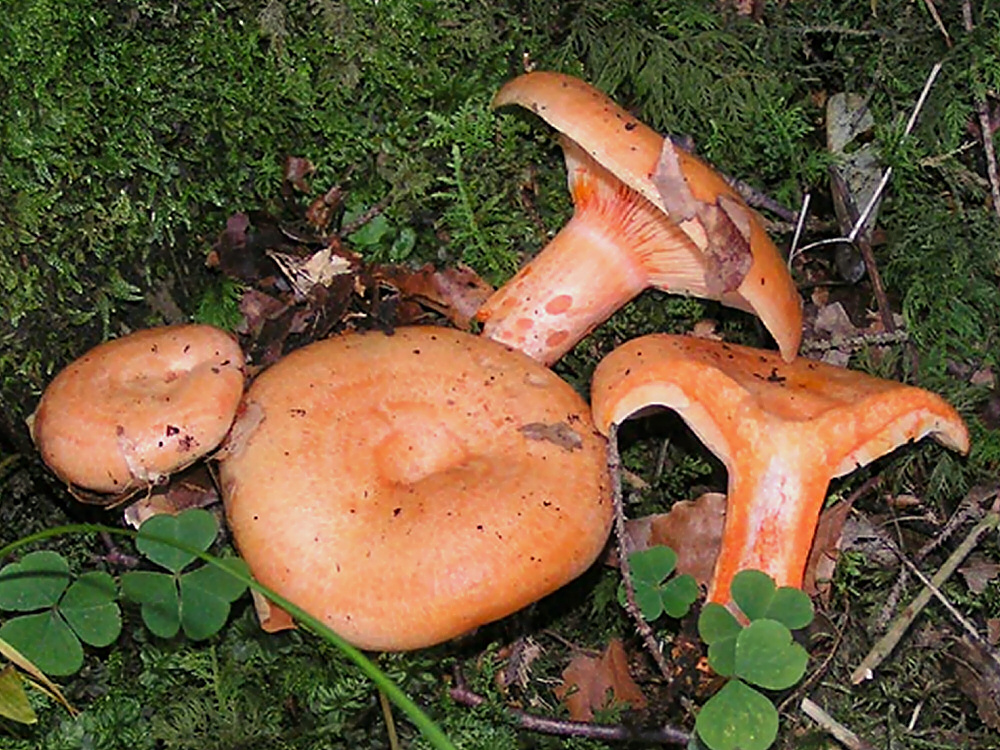
Lactarius salmonicolor
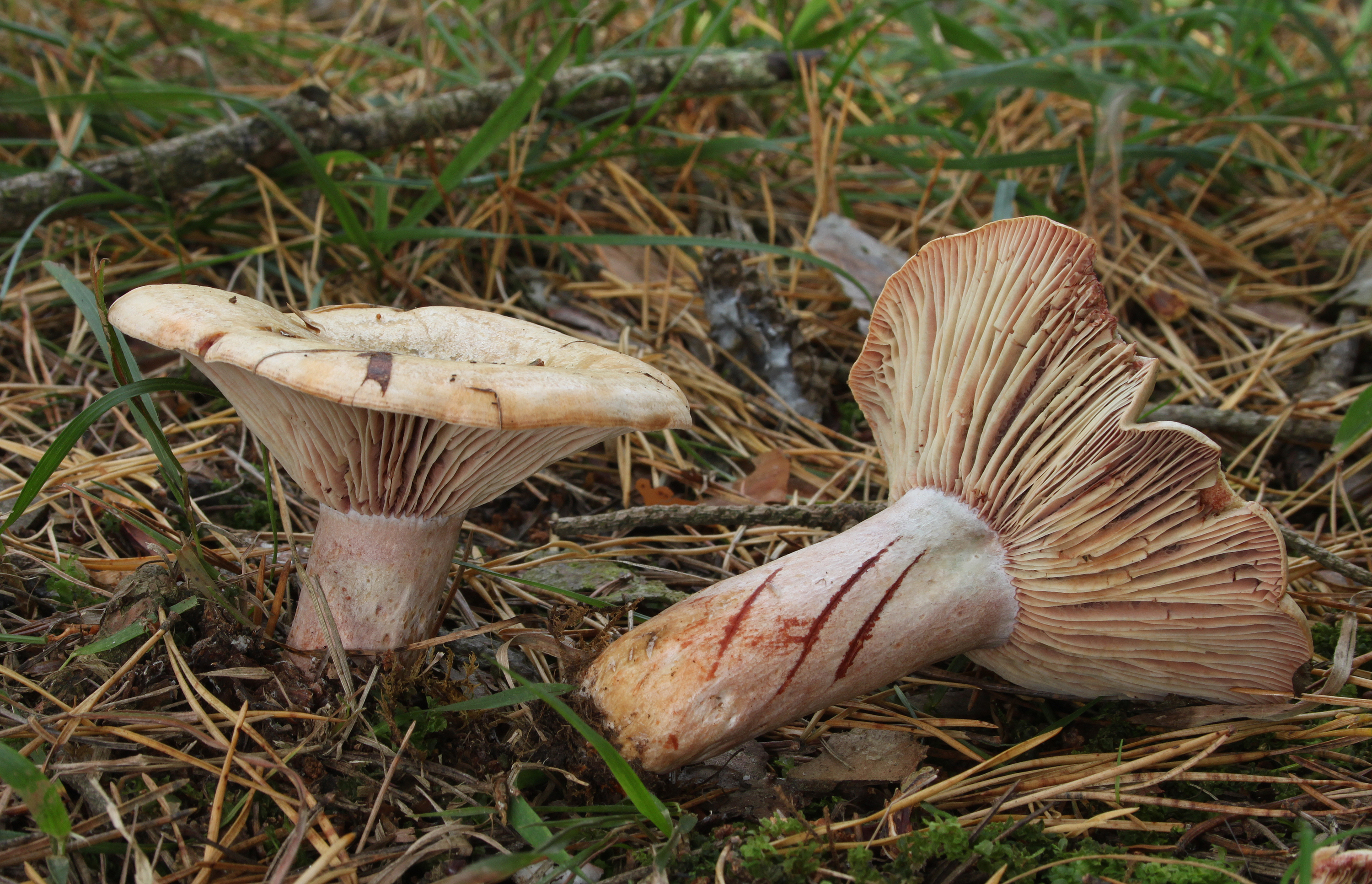
Lactarius sanguifluus
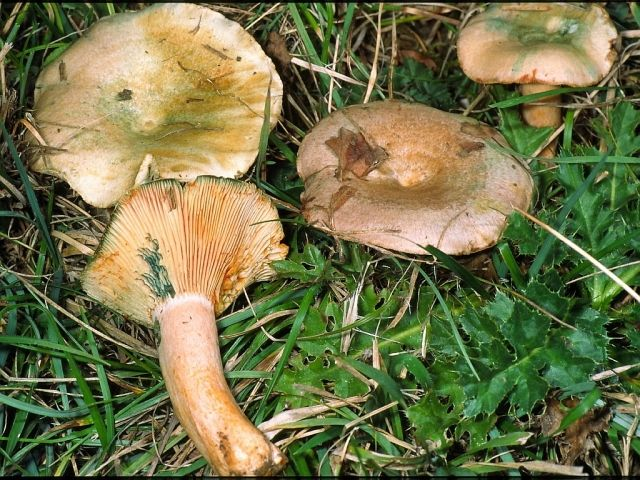
Lactarius semisanguifluus
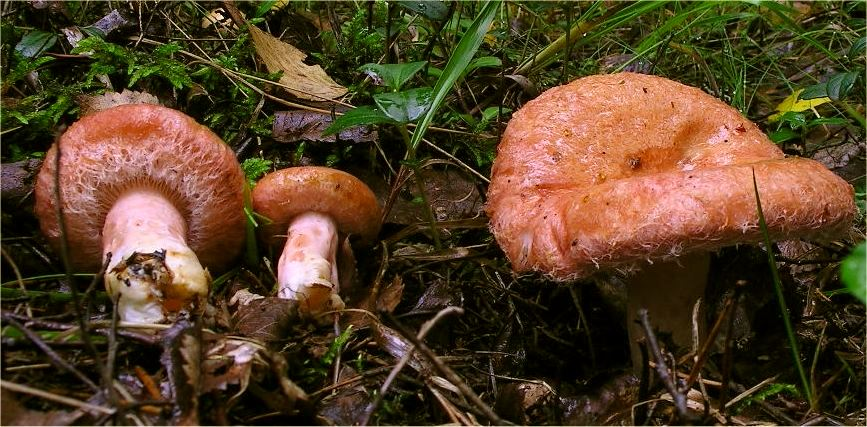
!! Lactarius torminosus !!

## Valorificare

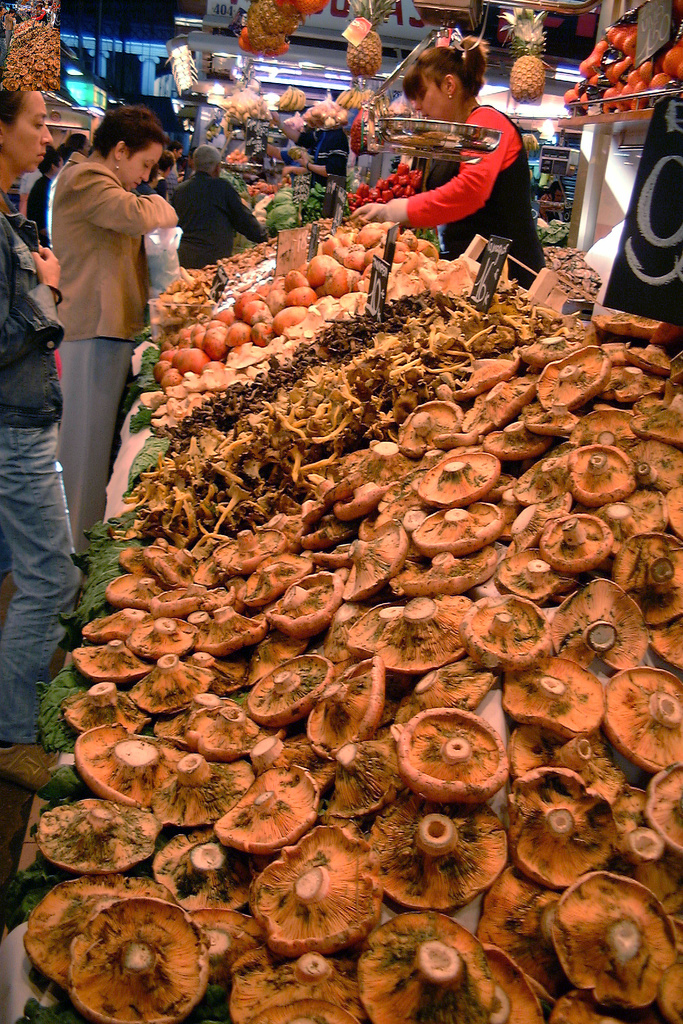
Râșcovelul la piață

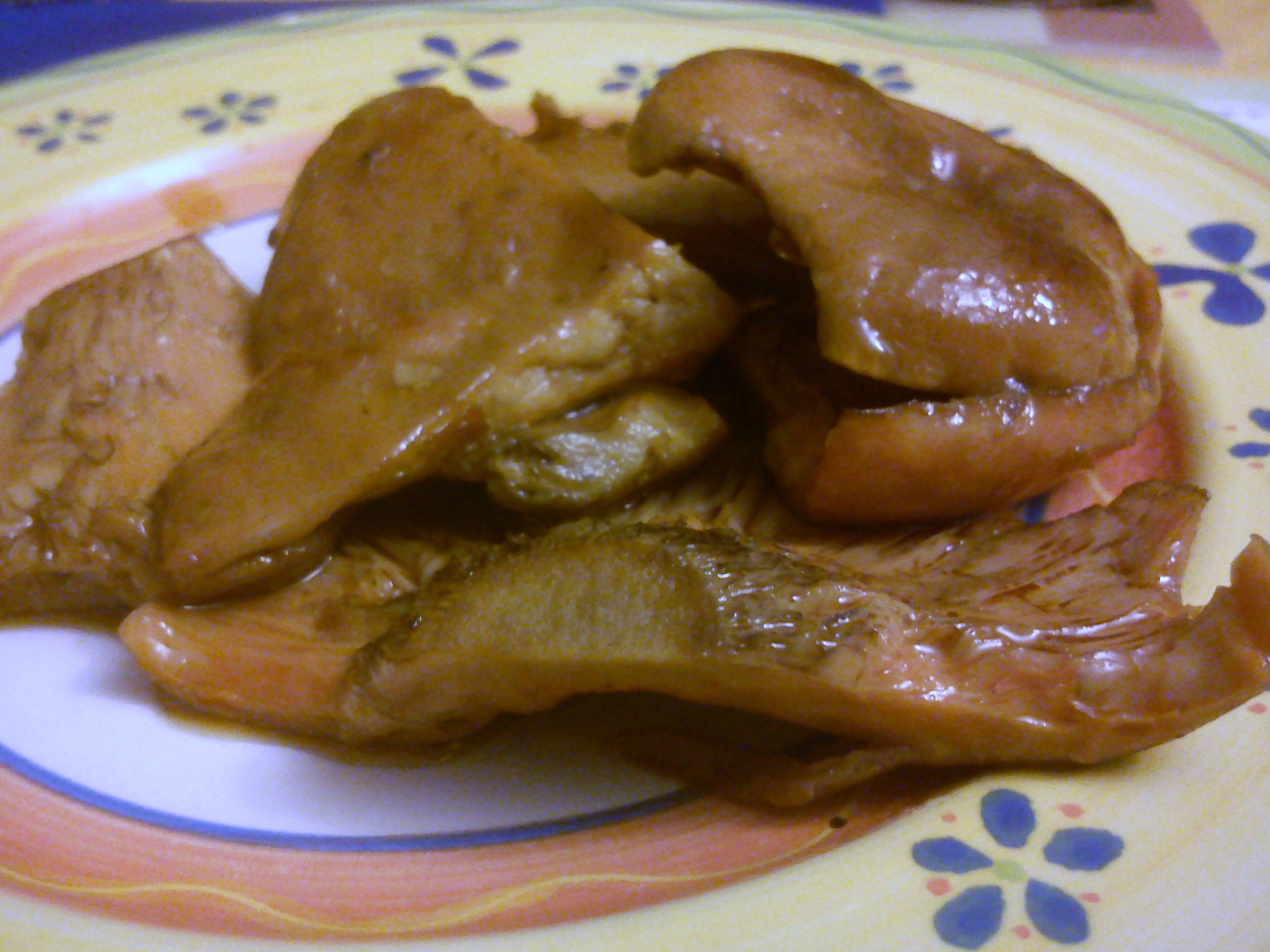
Lactarius deliciosus fript

Râșcovul nu se potrivește la ciulama, sau sosuri, dar la salată (cu castraveți murați, ceapă și capere) sau cu fasole albe. Cel mai bine place fript în tigaie în unt sau la grătar, cu sau fără slănină și usturoi, servindu-l cu garnitură de smântână, lămâie și pâine albă. De asemenea, el poate fi murat în oțet precum conservat cu sare. Cu preferință ar trebui să fie aleși bureți tineri.

## Bibliografie

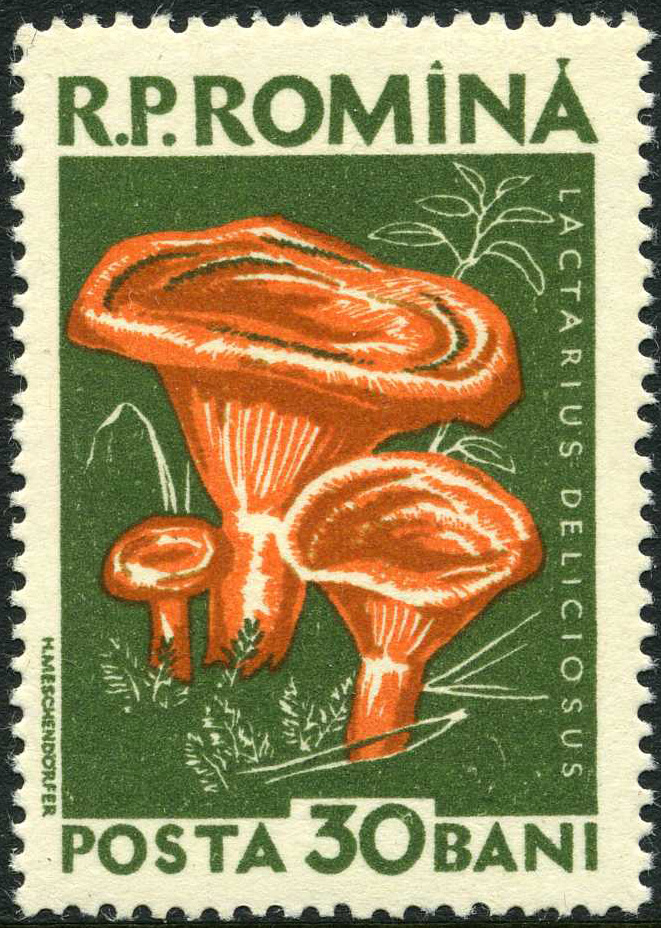
Timbru, RO 1958